# Трисиллабическое сокращение
Трисиллабическое сокращение (англ. Trisyllabic laxing или англ. trisyllabic shortening) — лингвистический термин для обозначения каждого из трёх процессов в английском языке, при которых напряжённые гласные (долгие гласные или дифтонги) смягчаются и сокращаются (то есть становятся монофтонгами) при нахождении во втором слоге слова, которому предшествует безударный слог.
1. Впервые это явление возникло в конце периода древнеанглийского языка (XI—XII века), и проявилось в сокращении длительности долгих гласных перед двумя согласными, находящимися во втором или последующих слогах;
2. Позже, в среднеанглийском языке этот процесс получил дальнейшее развитие и распространился на все гласные, следующие за двумя или более слогами;
3. Изменение звучания гласных в среднеанглийском языке продолжалось и в новоанглийском языке. Этот процесс подробно описан в известной работе Н.Хомского и М.Халле «Звуковая модель английского языка»[1].

Эффект трисиллабического сокращения проявился в среднеанглийском языке до великого сдвига гласных (XIV—XV века) и других изменений в произношении гласных. В результате этих изменений пары гласных, связанных с трисиллабическим сокращением, часто имеют мало общего друг с другом в новоанглийском языке, хотя изначально они всегда были связаны. Например, напряженный /aʊ/ звучал как [uː] и смягчённый /ʌ/ звучал как [u].
В некоторых случаях эффект трисиллабического сокращения имеет место там, где его быть не должно, например, «south» vs. «southern».
В современном английском языке имеются как группы слов, являющиеся системным исключением из процесса трисиллабического сокращения (например, слова, оканчивающиеся на -ness — mindfulness, loneliness и др.), так и отдельные исключения — например, «obese, obesity» (произносится /oʊˈbiːsɨti/, а не */oʊˈbɛsɨti/).
| Напряжённый гласный | → | Смягчённый гласный | Изменение в среднеанглийском языке | Примеры                                        | Обозначение в международном фонетическом алфавите (IPA)   |
| ------------------- | - | ------------------ | ---------------------------------- | ---------------------------------------------- | --------------------------------------------------------- |
| iː                  | → | ɛ                  | eː → e ɛː → e                      | serene, serenity; impede, impediment           | /sɨˈriːn, sɨˈrɛn.ɨ.ti/; /ɪmˈpiːd ɪmˈpɛd.ɨ.mənt/           |
| eɪ                  | → | æ                  | aː → a                             | profane, profanity; grateful, gratitude        | prɵˈfeɪn prɵˈfæn.ɨ.ti/; /ˈɡreɪt.fəl ˈɡræt.ɨ.tjuːd/        |
| aɪ                  | → | ɪ                  | iː → i                             | divine, divinity; derive, derivative           | /dɨˈvaɪn dɨˈvɪn.ɨ.ti/; /dɨˈraɪv dɨˈrɪv.ə.tɪv/             |
| aʊ                  | → | ʌ                  | uː → u                             | profound, profundity; pronounce, pronunciation | /prɵˈfaʊnd prɵˈfʌn.dɨ.ti/; /prɵˈnaʊns prɵˌnʌn.si.ˈeɪ.ʃən/ |
| uː                  | → | ɒ                  | oː → o                             | school, scholarly                              | /ˈskuːl ˈskɒl.ər.li/                                      |
| oʊ                  | → | ɒ                  | ɔː → o                             | provoke, provocative; sole, solitude           | /prɵˈvoʊk prɵˈvɒk.ə.tɪv/; /ˈsoʊl ˈsɒl.ɨ.tjuːd/            |